# Claus Stahnke
Claus Stahnke, auch Klaus Stahnke, (* 1955) ist ein deutscher Schauspieler.

## Leben
Seine Ausbildung absolvierte er an der Hochschule für Schauspielkunst Ernst Busch in Berlin und Rostock und hatte darauf gleich Engagements an verschiedenen Theatern, u. a. mit Drei Mann auf einem Pferd, Arsen und Spitzenhäubchen oder Mein Freund Harvey beim Theater am Kurfürstendamm und am Deutschen Theater Berlin mit Ithaka und Der Besuch der alten Dame.
Stahnke wurde ebenfalls durch Auftritte in diversen Film- und Fernsehproduktionen bekannt, wie in Praxis Bülowbogen, Für alle Fälle Stefanie oder zuletzt in der Nebenrolle des Ronny Heller in der RTL-Seifenoper Gute Zeiten, schlechte Zeiten.
Seit Ende der 1980er Jahre tritt er ebenfalls in vielen Fernsehspielen auf, wie in Blonder Tango, Der Clown oder dem Zweiteiler Höllische Nachbarn.

## Filmografie

### Film und Fernsehen
- 1986: Blonder Tango (Regie: Lothar Warneke)
- 1989: Die Besteigung des Chimborazo (Regie: Rainer Simon)
- 1991: Der Hausgeist (Fernsehserie, Regie: Ralf Gregan)
- 1996: Der Clown (Regie: Hermann Joha)
- 1998: Wolffs Revier (Fernsehserie, Regie: Arend Agthe)
- 1999: Der Piratensender (20. Episode der Fernsehserie Küstenwache, Regie: Dagmar von Chappius)
- 2000: Höllische Nachbarn – Nur Frauen sind schlimmer (Regie: Martin Gies)
- 2000: Höllische Nachbarn – Chaos im Hotel (Regie: Sophie Allet-Coche)
- 2002: Die Hinterbänkler (Fernsehserie, Regie: Thomas Nickel)
- 2004: Stefanie – Eine Frau startet durch (Fernsehserie, Regie: Matthias Kopp)
- 2005: Schloss Einstein
- 2006: Tiefe Wunden (136. Episode der Fernsehserie Unser Charly, Regie: Franz-Josef Gottlieb)
- 2008: Glas – Die Spur der blauen Scherbe (226. Episode der Fernsehserie Löwenzahn, Regie: Arend Agthe)
- 2008–2010: Gute Zeiten, schlechte Zeiten (Daily-Soap, Regie: Mila Beck)

### Theater
- Die Strandräuber (Störtebeker-Festspiele)
- Der Name der Rose (Theater Des Ostens)
- Robert Oppenheimer (Kammerspiele Berlin)
- Der Besuch der alten Dame (Deutsches Theater Berlin)
- Mein Freund Harvey (Theater am Kurfürstendamm)
- Drei Mann auf einem Pferd (Theater am Kurfürstendamm)
- Ein Sommernachtstraum (Bad Hersfelder Festspiele)
- Die heilige Johanna (Theater Des Ostens)

### Hörbücher & -spiele
- Sie sucht Ihn (Solo-Hörbuch, Regie: Joe M. Kernbach)
- 2009: Robert Erskine Childers: Das Rätsel der Sandbank – Regie: Boris Heinrich (WDR)